# 1614
1614 (MDCXIV) a fost un an comun al calendarului gregorian, care a început într-o zi de miercuri.

## Evenimente
- În Japonia începe asediul castelului Osaka.

## Nașteri
- 14 februarie: John Wilkins  (d. 1672)
- 12 octombrie: Henry More filosof britanic (d. 1687)
- 5 ianuarie: Leopold Wilhelm de Austria arhiduce austriac (d. 1662)
- 15 martie: Franciscus Sylvius  (d. 1672)
- 13 august: Augustus, Duce de Saxa-Weissenfels  (d. 1680)
- 16 august: Élisabeth de Bourbon (1614–1664)  (d. 1664)
- 3 august: Juan de Arellano  (d. 1676)
- 1 ianuarie: Frederic, Prinț Ereditar al Palatinatului  (d. 1629)
- 24 iunie: John Belasyse, baron Belasyse  (d. 1689)

## Decese
- 7 aprilie: El Greco (n. Domênikos Theotokópoulos), 72 ani, pictor grec (n. 1541)

- Mateo Alemán, 68 ani, scriitor spaniol (n. 1547)